# La rosa de Guadalupe
La rosa de Guadalupe es una serie de antología mexicana creada por Carlos Mercado Orduña y producida por Miguel Ángel Herros para Televisa, estrenada el 5 de febrero de 2008 a través de la cadena local El Canal de las Estrellas. Sus episodios tocan conflictos sociales de situaciones cotidianas, donde los valores de la religión católica y la devoción hacia la Virgen de Guadalupe influyen en su solución.
Una adaptación peruana de la serie titulado La rosa de Guadalupe Perú se estrenó el 19 de marzo de 2020 y se emitió por América Televisión.

## Historia
Los episodios tienen un formato unitario. El elenco y personajes cambian en cada uno de los capítulos. Cada capítulo tiene una duración de una hora, aunque en ocasiones se han emitido capítulos especiales de dos horas.
La estructura básica de cada episodio presenta un conflicto social que afecta a los protagonistas. En algún punto del conflicto una persona cercana al afectado (generalmente un familiar o un amigo) ora ante una imagen de la Virgen de Guadalupe para invocar su ayuda en la resolución del problema. En este punto, una rosa blanca se materializa en la casa del protagonista. 
El desenlace de cada episodio llega cuando el personaje principal toma conciencia de los errores en su conducta. Como señal de que la historia ha llegado a su fin una corriente de aire fluye a su alrededor, la rosa blanca desaparece y uno de los personajes pronuncia un mensaje a modo de moraleja para cerrar el capítulo.
En 2017, la actriz Helena Rojo interviene como presentadora de algunos episodios.
El escritor Carlos Mercado ha señalado que el concepto original de la historia se le ocurrió durante una visita a la Basílica de Guadalupe para pedir un milagro. Al ver a la cantidad de gente reunida en el templo comenzó a imaginarse qué historias habría detrás de cada uno de los presentes.

Sobre la rosa blanca, Mercado ha indicado que simboliza pureza y que en cada capítulo se usan cuatro o cinco rosas naturales para la grabación. El escritor relata que la corriente de aire está inspirada en una vivencia personal cuando sintió que el viento soplaba alrededor de él después de hacer una oración pidiendo que la serie fuera producida.

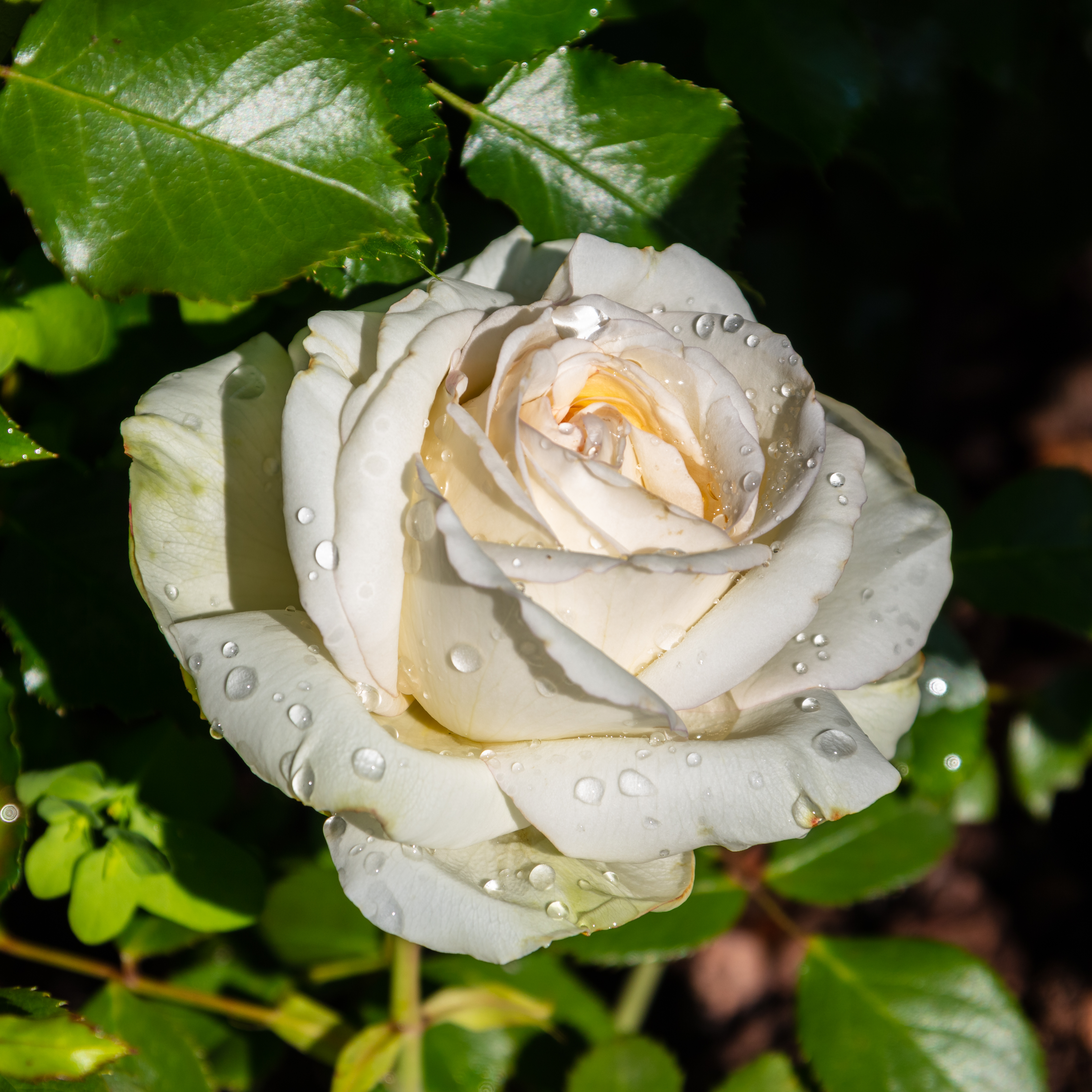
La rosa blanca, símbolo famoso de la serie que aparece siempre en todos los capítulos.

La serie también se caracteriza por inspirar algunos de sus episodios en temas que están de moda en las redes sociales o los medios de comunicación. La rosa de Guadalupe ha dedicado capítulos a videojuegos (en el episodio “El juego de la cacería” -MonsterballGo-'), la droga Krokodil (“Como un zombi'”), los retos difundidos en redes sociales (“Cuando encallan las ballenas” o “Sólo un desmayo (Choking Game)”), el cutting (“Una salida falsa del dolor”), el cosplay (“Cosplay: Salvemos al mundo”), el asesinato de la activista Marisela Escobedo (“Sed de justicia”) la Generación Millenial (“Millennials” El joven de hoy) e incluso a la Pandemia de COVID-19 como en varios episodios de la temporada 13, entre otros.

### Las mil rosas
El miércoles 5 de julio de 2017, la serie comenzó a anunciar el futuro festejo por la transmisión de 1000 episodios.

## Recepción

### Controversias
La rosa de Guadalupe ha recibido duras críticas negativas por la calidad de sus guiones, las interpretaciones del reparto y el tipo de moralejas que maneja en sus episodios. También ha recibido comentarios negativos por servirse de temas virales presentes en las redes sociales para crear episodios: la misma producción de la serie ha invitado a personas que se han hecho famosas mediante las redes sociales a que permitieran que su historia se convierta en un capítulo, e incluso ha abierto la posibilidad de que estas figuras actúen en el programa.

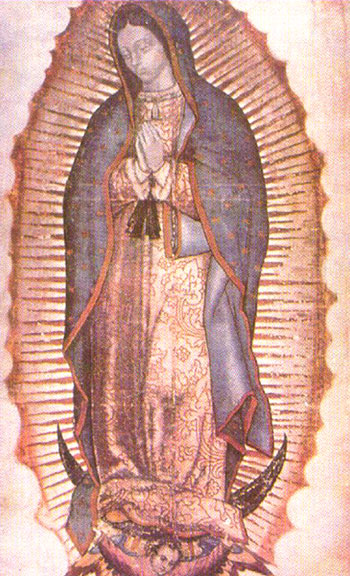
La Virgen de Guadalupe, advocación mariana la cual está inspirada la serie.

Ha recibido críticas por páginas católicas como Catholic.net.
El elemento religioso también ha originado críticas por insinuar que los problemas de la sociedad se resuelven solo con la oración y la intervención divina. Debido a la cercanía de Televisa con el gobierno mexicano, grupos opositores de ese país acusan también que La rosa de Guadalupe es una forma de control ideológico de la población. Otros señalamientos se enfocan en el hecho de que la emisión acaba presentado siempre un mundo feliz con pocos problemas y no aborda problemas más graves de la sociedad, además de algunas historias falsas como el capítulo de la resurrección de una niña que se 'suicidó’ por depresión en la novela, que en la vida real cobró una víctima por intentar imitar al dicho capítulo.
Sin embargo, el programa también ha obtenido comentarios positivos en diversos medios por abordar temas de actualidad. En 2017, el productor del programa Miguel Ángel Herros señaló que otros países estaban interesados en reproducir el formato de La rosa de Guadalupe.

### En redes sociales e Internet
La rosa de Guadalupe se ha convertido en fuente de memes y parodias que circulan en redes sociales como Facebook, TikTok y YouTube. Estas parodias se centran en la sátira de los elementos narrativos recurrentes (como el efecto especial del viento o la Rosa Blanca o la música de suspenso), la calidad de los guiones, y el tipo de personajes o temáticas que aparecen en algunos capítulos, como es el caso de Cosplay: Salvemos al mundo y Cuando encallan las ballenas (Reto de La Ballena Azul).
Uno de los elementos más característicos para la dramatización del programa es el famoso 'airecito', un efecto especial que se utiliza para representar el milagro que se cumple al final de cada capítulo. Este detalle ha trascendido más allá de su narrativa original, generando una enorme cantidad de contenido humorístico en internet.

## Premios y nominaciones
- Desde la estimación en 2018, la serie ha ganado 11 premios y 3 nominaciones.[25][26][27]

| Año  | Ceremonia                 | Categoría                                      | Resultados |
| ---- | ------------------------- | ---------------------------------------------- | ---------- |
| 2020 | Premios TVyNovelas México | Mejor programa de entretenimiento o variedades | Ganadora   |
| 2019 | Premios TVyNovelas México | Mejor programa de entretenimiento o variedades | Ganadora   |
| 2018 | Premios TVyNovelas México | Mejor programa de entretenimiento o variedades | Ganadora   |
| 2017 | Premios TVyNovelas México | Mejor programa de entretenimiento o variedades | Nominada   |
| 2016 | Premios TVyNovelas México | Mejor programa de entretenimiento o variedades | Nominada   |
| 2015 | Premios TVyNovelas México | Mejor programa de entretenimiento o variedades | Nominada   |
| 2014 | Premios TVyNovelas México | Mejor programa de entretenimiento o variedades | Ganadora   |
| 2013 | Premios TVyNovelas México | Mejor programa de entretenimiento o variedades | Ganadora   |

| Año  | Ceremonia                          | Categoría      | Resultados\| |
| ---- | ---------------------------------- | -------------- | ------------ |
| 2015 | Carnaval Carolina (Estados Unidos) | Mejor programa | Ganadora     |

| Año  | Ceremonia                                     | Categoría   | Resultados\| |
| ---- | --------------------------------------------- | ----------- | ------------ |
| 2013 | Congreso Anual de Escritores Latinoamericanos | Mejor guion | Ganadora     |

| Año  | Ceremonia     | Categoría                                  | Nominaciones         | Resultados |
| ---- | ------------- | ------------------------------------------ | -------------------- | ---------- |
| 2015 | Premios Bravo | Mejor actriz infantil                      | Arantza Ruiz         | Ganadora   |
| 2015 | Premios Bravo | Mejor actriz infantil de programa unitario | Cherry Sayta         | Ganadora   |
| 2013 | Premios Bravo | Mejor actor                                | Carlos Cámara Jr.    | Ganador    |
| 2013 | Premios Bravo | Mejor actuación femenina                   | Marcia Coutiño       | Ganadora   |
| 2013 | Premios Bravo | Mejor programa unitaria                    | La rosa de Guadalupe | Ganadora   |
| 2010 | Premios Bravo | Mejor programa unitaria                    | La rosa de Guadalupe | Ganadora   |